# Vincetoxicum brachystelmoides
Vincetoxicum brachystelmoides är en oleanderväxtart som först beskrevs av Paul Irwin Forster, och fick sitt nu gällande namn av S. Liede. Vincetoxicum brachystelmoides ingår i släktet tulkörter, och familjen oleanderväxter. Inga underarter finns listade i Catalogue of Life.